# Bàng Khang
Bàng Khang (tiếng Trung: 庞康; sinh năm 1956) là một doanh nhân tỷ phú người Trung Quốc và là Chủ tịch Hội đồng quản trị Công ty Thực phẩm & Gia vị Hải Thiên.

## Tiểu sử
Bàng Khang từng là Chủ nhiệm hợp tác xã Hải Thiên Sauce Shop. Năm 1995, ông góp phần sáp nhập hợp tác xã chuyển thành công ty trách nhiệm hữu hạn và trở thành cổ đông với 60 nghìn đô la vốn đầu tư ban đầu. Công ty đổi tên thành Công ty Thực phẩm & Gia vị Hải Thiên - thành phố Phật Sơn và ra mắt trên Sàn Chứng khoán Thượng Hải năm 2014.

## Tài sản
Năm 2014, tổng tài sản của ông ước tính đạt 2,5 tỷ đô la Mỹ. Năm 2015, tài sản của ông ước tính 4,6 tỷ đô. Năm 2018, tài sản của ông tăng trưởng 60% đạt mức 7,2 tỷ đô la Mỹ, đi từ vị trí thứ 68 leo lên vị trí thứ 35 trong bảng Danh sách người giàu Trung Quốc.
Tính đến tháng 1 năm 2021, tạp chí Forbes của Mỹ ước tính giá trị tài sản của ông là 34,3 tỷ đô la Mỹ.

## Đời tư
Ông Bàng hiện không có con cái.